# Liste der Biografien/Milj
Liste der Biografien |
Portal Biografien |
Personensuche
# |
A |
B |
C |
D |
E |
F |
G |
H |
I |
J |
K |
L |
M |
N |
O |
P |
Q |
R |
S |
T |
U |
V |
W |
X |
Y |
Z |
?
 
Ma |
Mb |
Mc |
Md |
Me |
Mf |
Mg |
Mh |
Mi |
Mj |
Mk |
Ml |
Mm |
Mn |
Mo |
Mp |
Mq |
Mr |
Ms |
Mt |
Mu |
Mv |
Mw |
Mx |
My |
Mz
 
Mia |
Mib |
Mic |
Mid |
Mie |
Mif |
Mig |
Mih–Mik |
Mil |
Mim |
Min |
Mio |
Mip |
Miq |
Mir |
Mis |
Mit |
Miu |
Miv |
Miw |
Mix |
Miy |
Miz
 
Mila |
Milb |
Milc |
Mild |
Mile |
Milf |
Milg |
Milh |
Mili |
Milj |
Milk |
Mill |
Milm |
Miln |
Milo |
Milq |
Milr |
Mils |
Milt |
Milu |
Milv |
Milw |
Mily |
Milz
Die Liste der Biografien führt alle Personen auf, die in der deutschsprachigen Wikipedia einen Artikel haben. Dieses ist eine Teilliste mit 23 Einträgen von Personen, deren Namen mit den Buchstaben „Milj“ beginnt.

## Milj

### Milja
- Miljajew, Kostjantyn (* 1987), ukrainischer Wasserspringer
- Miljak, Duje (* 1983), kroatischer Handballspieler
- Miljak, Zdravko (* 1950), jugoslawischer Handballspieler und Olympiasieger
- Miljaković, Olivera (* 1934), serbisch-österreichische Opernsängerin (Sopran) und Musikpädagogin
- Miljan, John (1892–1960), US-amerikanischer Schauspieler
- Miljan, Josyf (* 1956), ukrainischer Geistlicher, ukrainisch griechisch-katholischer Weihbischof in Kiew
- Miljanić, Miljan (1930–2012), jugoslawischer Fußballtrainer und -funktionär
- Miljanić, Vice (* 1998), kroatischer Fußballspieler
- Miljatovič, Matej (* 1979), slowenischer Fußballspieler
- Miljawskaja, Lolita (* 1963), russische Sängerin

### Milje
- Miljeteig, Sjur (* 1974), norwegischer Jazzmusiker (Trompete, Komposition)

### Milji
- Miljić, Rajko (* 1944), jugoslawischer Boxer

### Miljk
- Miljković, Branko (1934–1961), serbischer Dichter
- Miljković, Ivan (* 1979), serbischer Volleyballspieler
- Miljković, Milica (* 2005), serbische Volleyballspielerin
- Miljković, Viki (* 1974), serbische Turbo-Folk- und Pop-Sängerin

### Milju
- Miljukow, Pawel Nikolajewitsch (1859–1943), russischer Historiker und PolitikerPawel Nikolajewitsch Miljukow (1859–1943)

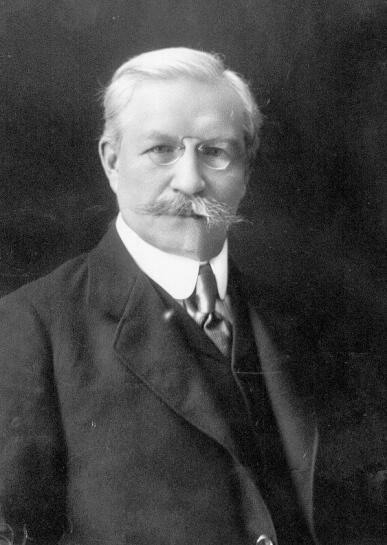
Pawel Nikolajewitsch Miljukow (1859–1943)

- Miljuš, Branko (* 1961), jugoslawischer Fußballspieler
- Miljutin, Dmitri Alexejewitsch (1816–1912), russischer Kriegsminister, Generalfeldmarschall und Militärschriftsteller
- Miljutin, Nikolai Alexandrowitsch (1889–1942), russischer und sowjetischer Revolutionär, Politiker und Architekturtheoretiker
- Miljutin, Nikolai Alexejewitsch (1818–1872), Chefarchitekt der großen liberalen Reformen unter Alexander II.
- Miljutin, Wadim Dmitrijewitsch (* 2002), russischer Fußballspieler
- Miljutin, Wladimir Pawlowitsch (1884–1937), russisch-sowjetischer Revolutionär und Ökonom